# Libertas Brianza 2013-2014
Questa voce raccoglie le informazioni riguardanti la Libertas Cantù nelle competizioni ufficiali della stagione 2013-2014.

## Stagione
La stagione 2013-14 è per la Libertas Brianza, sponsorizzata dalla Cassa Rurale, la seconda in Serie A2, a seguito della promozione conquistata nell'annata precedente dalla Serie B1; in panchina siede l'allenatore Massimo De Rosa, mentre molti giocatori, artefici della promozione, come Dario Mengozzi, Luca Butti, Umberto Gerosa e Gabriele Robbiati, vengono confermati: tra gli acquisti quelli di Michele Moretti, Andrea Ippolito e Luca Spirito.
Il campionato si apre con il successo sul Volley Brolo, seguito da una sconfitta contro l'Argos Volley: seguono quindi due vittorie e tre stop consecutivi; nelle ultime tre giornate del girone di andata, il club di Cantù vince solo la gara contro il Volley Potentino, classificandosi al settimo posto, posizione non utile per accedere alla Coppa Italia di categoria. Il girone di ritorno segue lo stesso andamento di quello di andata: infatti la Libertas Brianza vince contro le stesse squadre con cui aveva vinto nel girone di andata e perde contro quelle che aveva perso, confermando il settimo posto in classifica al termine della regular season. Nei quarti di finale dei play-off promozione supera in due gare la Pallavolo Matera Bulls, accedendo alle semifinali dove incontra il club di Sora: vince quindi gara 1 e gara 2, perdendo poi gara 3, ma con la vittoria in gara 4 si qualifica per la finale. L'ultimo atto dei play-off è contro il Volley Milano, il quale, vince le tre gare utili per completare la serie, estromettendo la formazione di Cantù dalla Serie A1.

## Organigramma societario
Area direttiva
- Presidente: Ambrogio Molteni
- Vicepresidente: Raffaele Maspero

Area organizzativa
- Team manager: Gianluca Giudici
- Direttore sportivo: Gottardino Gualdi

Area tecnica
- Allenatore: Massimo Della Rosa
- Allenatore in seconda: Massimo Redaelli
- Scout man: Nicola Lasio

Area comunicazione
- Ufficio stampa: Diego Fumagalli
- Area comunicazione: Diego Fumagalli

Area marketing
- Ufficio marketing: Paolo Annoni

Area sanitaria
- Medico: Amedeo Verri
- Preparatore atletico: Fabio Taiana
- Fisioterapista: Andrea Molteni

## Rosa
| N° | Nome              | Ruolo | Data di nascita   | Nazionalità sportiva |
| -- | ----------------- | ----- | ----------------- | -------------------- |
| 1  | Michele Morelli   | S/O   | 14 giugno 1991    | Italia               |
| 2  | Federico Bargi    | C     | 9 dicembre 1993   | Italia               |
| 3  | Dario Monguzzi    | C     | 23 luglio 1984    | Italia               |
| 4  | Luca Butti        | L     | 8 dicembre 1991   | Italia               |
| 5  | Luca Spirito      | P     | 30 ottobre 1993   | Italia               |
| 6  | Matteo Riva       | S     | 29 settembre 1990 | Italia               |
| 7  | Mario Mercorio    | S     | 28 ottobre 1983   | Italia               |
| 9  | Francesco De Luca | S/O   | 26 ottobre 1986   | Italia               |
| 12 | Umberto Gerosa    | P     | 24 giugno 1977    | Italia               |
| 13 | Andrea Ippolito   | S     | 16 novembre 1985  | Italia               |
| 15 | Mattia Fiorelli   | L     | 5 giugno 1993     | Italia               |
| 16 | Luca Laneri       | S     | 8 maggio 1993     | Italia               |
| 18 | Gabriele Robbiati | C     | 16 dicembre 1983  | Italia               |

## Mercato
| Acquisti | Acquisti        | Acquisti  | Acquisti   |
| R.       | Nome            | da        | Modalità   |
| -------- | --------------- | --------- | ---------- |
| C        | Federico Bargi  | Genova    | definitivo |
| S        | Andrea Ippolito | Molfetta  | definitivo |
| S        | Mario Mercorio  | Potentino | definitivo |
| S/O      | Michele Morelli | Molfetta  | definitivo |
| S        | Matteo Riva     | Cisano    | definitivo |
| P        | Luca Spirito    | Genova    | definitivo |

| ? |

## Risultati

### Serie A2

#### Girone di andata
| 1ª giornata - 20 ottobre 2013 PalaParini, Cantù                   | Libertas Brianza  | 3 - 0 | Brolo              | 25-20, 25-18, 25-20               |
| 3ª giornata - 3 novembre 2013 PalaParini, Cantù                   | Libertas Brianza  | 1 - 3 | Argos              | 20-25, 25-20, 16-25, 12-25        |
| 4ª giornata - 10 novembre 2013 PalaCorigliano, Corigliano Calabro | Corigliano Volley | 1 - 3 | Libertas Brianza   | 21-25, 30-28, 23-25, 17-25        |
| 5ª giornata - 17 novembre 2013 PalaGrotte, Castellana Grotte      | Materdomini       | 2 - 3 | Libertas Brianza   | 15-25, 26-28, 25-19, 25-16, 13-15 |
| 6ª giornata - 24 novembre 2013 PalaParini, Cantù                  | Libertas Brianza  | 1 - 3 | Impavida Ortona    | 19-25, 27-25, 19-25, 21-25        |
| 7ª giornata - 1º dicembre 2013 PalaFabris, Padova                 | Padova            | 3 - 0 | Libertas Brianza   | 25-23, 25-16, 25-16               |
| 8ª giornata - 8 dicembre 2013 PalaParini, Cantù                   | Libertas Brianza  | 1 - 3 | Matera Bulls       | 23-25, 25-23, 25-27, 23-25        |
| 9ª giornata - 15 dicembre 2013 PalaParini, Cantù                  | Libertas Brianza  | 3 - 0 | Potentino          | 32-30, 32-30, 25-21               |
| 10ª giornata - 22 dicembre 2013 Palazzetto dello Sport, Monza     | Milano            | 3 - 2 | Libertas Brianza   | 25-19, 21-25, 20-25, 25-20, 15-10 |
| 11ª giornata - 26 dicembre 2014 PalaParini, Cantù                 | Libertas Brianza  | 1 - 3 | Powervolley Milano | 25-21, 22-25, 20-25, 23-25        |

#### Girone di ritorno
| 12ª giornata - 29 dicembre 2014 PalaFantozzi, Capo d'Orlando | Brolo              | 0 - 3 | Libertas Brianza  | 20-25, 15-25, 18-25               |
| 14ª giornata - 19 gennaio 2014 PalaPolsinelli, Sora          | Argos              | 3 - 1 | Libertas Brianza  | 22-25, 25-23, 25-16, 25-20        |
| 15ª giornata - 26 gennaio 2014 PalaParini, Cantù             | Libertas Brianza   | 3 - 2 | Corigliano Volley | 23-25, 21-25, 25-18, 25-11, 15-13 |
| 16ª giornata - 2 febbraio 2014 PalaParini, Cantù             | Libertas Brianza   | 3 - 1 | Materdomini       | 25-23, 20-25, 25-16, 25-17        |
| 17ª giornata - 9 febbraio 2014 Palasport Comunale, Ortona    | Impavida Ortona    | 3 - 0 | Libertas Brianza  | 25-22, 25-19, 25-22               |
| 18ª giornata - 16 febbraio 2014 PalaParini, Cantù            | Libertas Brianza   | 2 - 3 | Padova            | 32-30, 19-25, 19-25, 25-23, 10-15 |
| 19ª giornata - 23 febbraio 2014 PalaSassi, Matera            | Matera Bulls       | 3 - 1 | Libertas Brianza  | 23-25, 25-23, 25-16, 26-24        |
| 20ª giornata - 2 marzo 2014 PalaPrincipi, Potenza Picena     | Potentino          | 1 - 3 | Libertas Brianza  | 19-25, 25-13, 18-25, 22-25        |
| 21ª giornata - 9 marzo 2014 PalaParini, Cantù                | Libertas Brianza   | 2 - 3 | Milano            | 20-25, 20-25, 25-14, 25-21, 7-15  |
| 22ª giornata - 16 marzo 2014 Centro Pavesi, Milano           | Powervolley Milano | 3 - 2 | Libertas Brianza  | 25-22, 24-26, 19-25, 25-23, 15-8  |

#### Play-off promozione
| Quarti di finale (gara 1) - 30 marzo 2014 PalaSassi, Matera    | Matera Bulls     | 0 - 3 | Libertas Brianza | 26-28, 20-25, 21-25               |
| Quarti di finale (gara 2) - 2 aprile 2014 PalaParini, Cantù    | Libertas Brianza | 3 - 2 | Matera Bulls     | 25-19, 19-25, 25-19, 27-29, 15-10 |
| Semifinali (gara 1) - 13 aprile 2014 PalaPolsinelli, Sora      | Argos            | 1 - 3 | Libertas Brianza | 16-25, 20-25, 25-15, 19-25        |
| Semifinali (gara 2) - 20 aprile 2014 PalaParini, Cantù         | Libertas Brianza | 3 - 2 | Argos            | 23-25, 27-25, 18-25, 25-23, 15-10 |
| Semifinali (gara 3) - 23 aprile 2014 PalaPolsinelli, Sora      | Argos            | 3 - 2 | Libertas Brianza | 25-17, 25-20, 18-25, 19-25, 15-7  |
| Semifinali (gara 4) - 27 aprile 2014 PalaParini, Cantù         | Libertas Brianza | 3 - 2 | Argos            | 25-19, 25-22, 18-25, 19-25, 15-11 |
| Finale (gara 1) - 3 maggio 2014 Palazzetto dello Sport, Monza  | Milano           | 3 - 0 | Libertas Brianza | 25-18, 25-21, 25-23               |
| Finale (gara 2) - 7 maggio 2014 PalaParini, Cantù              | Libertas Brianza | 1 - 3 | Milano           | 25-17, 23-25, 20-25, 22-25        |
| Finale (gara 3) - 10 maggio 2014 Palazzetto dello Sport, Monza | Milano           | 3 - 0 | Libertas Brianza | 25-16, 25-18, 25-20               |

## Statistiche

### Statistiche di squadra
| Competizione | Punti | In casa | In casa | In casa | In trasferta | In trasferta | In trasferta | Totale | Totale | Totale |
| Competizione | Punti | G       | V       | P       | G            | V            | P            | G      | V      | P      |
| ------------ | ----- | ------- | ------- | ------- | ------------ | ------------ | ------------ | ------ | ------ | ------ |
| Serie A2     | 26    | 14      | 7       | 7       | 15           | 6            | 9            | 29     | 13     | 16     |
| Totale       | -     | 14      | 7       | 7       | 15           | 6            | 9            | 29     | 13     | 16     |

G = partite giocate; V = partite vinte; P = partite perse

### Statistiche dei giocatori
| Giocatore   | Serie A2 | Serie A2 | Serie A2 | Serie A2 | Serie A2 | Totale | Totale | Totale | Totale | Totale |
| Giocatore   | P        | PT       | AV       | MV       | BV       | P      | PT     | AV     | MV     | BV     |
| ----------- | -------- | -------- | -------- | -------- | -------- | ------ | ------ | ------ | ------ | ------ |
| F. Bargi    | 14       | 23       | 10       | 12       | 1        | 14     | 23     | 10     | 12     | 1      |
| L. Butti    | 30       | 1        | 1        | -        | -        | 30     | 1      | 1      | -      | -      |
| F. De Luca  | 22       | 118      | 101      | 11       | 6        | 22     | 118    | 101    | 11     | 6      |
| M. Fiorelli | 2        | -        | -        | -        | -        | 2      | -      | -      | -      | -      |
| U. Gerosa   | 29       | 44       | 24       | 12       | 8        | 29     | 44     | 24     | 12     | 8      |
| A. Ippolito | 30       | 391      | 327      | 44       | 20       | 30     | 391    | 327    | 44     | 20     |
| L. Laneri   | 1        | 1        | 1        | 0        | 0        | 1      | 1      | 1      | 0      | 0      |
| M. Mercorio | 30       | 424      | 348      | 48       | 28       | 30     | 424    | 348    | 48     | 28     |
| D. Monguzzi | 29       | 199      | 121      | 68       | 10       | 29     | 199    | 121    | 68     | 10     |
| M. Morelli  | 29       | 490      | 423      | 46       | 21       | 29     | 490    | 423    | 46     | 21     |
| M. Riva     | 4        | 5        | 4        | 1        | 0        | 4      | 5      | 4      | 1      | 0      |
| G. Robbiati | 30       | 220      | 130      | 74       | 16       | 30     | 220    | 130    | 74     | 16     |
| L. Spirito  | 23       | 14       | 7        | 4        | 3        | 23     | 14     | 7      | 4      | 3      |

P = presenze; PT = punti totali; AV = attacchi vincenti; MV = muri vincenti; BV = battute vincenti